# Trotula de Ruggiero
Trotula de Ruggiero (Salern, segle xi), també coneguda amb els noms de Trotula de Salern o Trota, fou una metgessa italiana. És la més famosa de les dones de l'escola mèdica Salernitana.

## Biografia
No es coneix la data exacta del seu naixement, però se sap que va viure a Salern a mitjans del segle xi. Era descendent d'una família aristocràtica, els De Ruggiero. Va estudiar medicina i es va casar amb el metge Giovanni Plateario, qui va ser un dels fundadors de la Escola de Medicina de Salern i amb qui va tenir dos fills, que també es van dedicar a la medicina
Trotula va ensenyar medicina a l'Escola de Salerm. Va escriure el tractat Passionibus Mulierum Curandorum ('Tractament de les malalties de les dones'), també conegut com a Trotula major. Després va escriure Ornatu mulierum o Trotula minor. A més, junt amb el seu marit i els seus fills, va escriure l'enciclopèdia mèdica Practica brevis.
Els seus estudis en l'àmbit de la ginecologia sobre mètodes per a reduir el dolor durant el part van ser seguits per molts metges. Durant el segle xiii, la fama de Trotula de Ruggiero es va escampar per tot Europa i els seus tractats s'estudiaven en les millors escoles de medicina. Els seus tractats complementaven les descripcions teòriques amb nombrosos exemples pràctics (cosa excepcional en l'època). El seu Trotula major es va copiar i utilitzar fins al segle xix.
A la Biblioteca de Catalunya es conserva un manuscrit del segle xv, anomenat Trotula del mestre Johan de Reimbamaco, que fa una compilació dels tractats atribuïts a Trotula, traduint-los al català, probablement des del llatí. A partir del segle xvi, es va qüestionar l'existència de Trotula i es va negar que els textos mèdics fossin obra d'una dona. Els estudis historiogràfics realitzats durant el segle XX han recuperat la interpretació medieval que defensava l'existència de Trotula i la seva tasca com a metgessa i autora d'aquests tractats.